# Ежебай
Ежебай (каз. Ежебай) — село в Каркаралинском районе Карагандинской области Казахстана. Входит в состав Жанатоганского сельского округа. Код КАТО — 354855200.

## Население
В 1999 году население села составляло 214 человек (106 мужчин и 108 женщин). По данным переписи 2009 года, в селе проживали 124 человека (62 мужчины и 62 женщины).